# Crazy Train
Crazy Train ist ein Lied des britischen Rockmusikers Ozzy Osbourne aus dem Jahr 1980. In der Fernsehsendung The Osbournes wurde eine Coverversion des Liedes als Titellied verwendet.

## Entstehung
Das Lied Crazy Train wurde von Ozzy Osbourne, Bob Daisley und Randy Rhoads geschrieben. Für die Produktion und Komposition war neben Daisley, Osbourne und Rhoads auch Lee Kerslake verantwortlich.
Die Erstveröffentlichung von Crazy Train erfolgte als Singleauskopplung des ersten Solo-Studioalbums von Osbourne, Blizzard of Ozz, am 19. September 1980 bei Jet Records. In einem Interview mit Songfacts erwähnte Bob Daisley, dass Rhoads das für den Song markante Riff bereits erdacht hatte und sie zusammen die weitere Melodie ausarbeiteten. Dabei stellten sie fest, dass es sich wie eine Eisenbahn anhört, was dem Lied seinen finalen Titel gab. Daran anschließend begann Daisley mit dem Schreiben des Liedtextes.

## Inhalt
| „I've listened to preachers, I've listened to fools I've watched all the dropouts, who make their own rules One person conditioned to rule and control The media sells it and you live the role“ – Strophe, Originalauszug | Aufgebaut ist das Lied aus einem Intro, drei Strophen und einem Refrain, welcher jeweils durch den Prechorus eingeleitet wird. Das Lied beginnt zunächst mit dem Intro, welches aus den Worten „All aboard“ besteht, an die sich eine Strophe anschließt, welche aus vier Zeilen besteht. Daran schließt sich der Prechorus sowie der Refrain an. Auf den Refrain folgt die zweite Strophe, gefolgt von dem Prechorus und dem Refrain, an den sich die Bridge inklusive Gitarrensolo anschließt. Das Lied wird mit einem Outro abgeschlossen, welches durch den Refrain eingeleitet wird, der sich wiederum an die dritte Strophe anschließt. Inhaltlich thematisiert das Lied den Kalten Krieg und die damit in der Bevölkerung herrschenden Ängste. Dazu zählt unter anderem die Manipulation der Bevölkerung durch Politiker, welche die Massen für ihre eigenen gierigen und zerstörerischen Pläne missbrauchen wollen. Diese Lügen werden durch die Massenmedien verbreitet und führen zu einer Massenhysterie. |

## Kommerzieller Erfolg

### Chartplatzierungen
Crazy Train stieg am 13. September 1980 in die britischen Charts ein, wo es seine Höchstplatzierung mit Platz 49 erreichte. Das Lied blieb für 4 Wochen in den Charts. Nach dem Tod von Ozzy Osbourne stieg das Lied erstmalig in die österreichischen sowie in die US-amerikanischen Charts ein.
| ChartsChartplatzierungen       | Höchstplatzierung | Wochen |
| ------------------------------ | ----------------- | ------ |
| Österreich (Ö3)                | 68 (… Wo.)        | …      |
| Vereinigtes Königreich (OCC)   | 25 (… Wo.)        | …      |
| Vereinigte Staaten (Billboard) | 39 (2 Wo.)        | 2      |

### Auszeichnungen für Musikverkäufe
| Land/Region                  | Auszeichnungen für Musikverkäufe (Land/Region, Auszeichnung, Verkäufe) | Verkäufe  |
| ---------------------------- | ---------------------------------------------------------------------- | --------- |
| Dänemark (IFPI)              | Gold                                                                   | 45.000    |
| Griechenland (IFPI)          | Gold                                                                   | 10.000    |
| Italien (FIMI)               | Gold                                                                   | 50.000    |
| Neuseeland (RMNZ)            | 2× Platin                                                              | 60.000    |
| Spanien (Promusicae)         | Gold                                                                   | 30.000    |
| Vereinigte Staaten (RIAA)    | 4× Platin                                                              | 4.000.000 |
| Vereinigtes Königreich (BPI) | Platin                                                                 | 600.000   |
| Insgesamt                    | 4× Gold · 7× Platin ·                                                  | 4.795.000 |